# Dilara Bilge
Dilara Bilge, coniugata Sağbaş (20 agosto 1990), è una pallavolista turca, opposto del Çukurova.

## Carriera

### Club
La carriera di Dilara Bilge inizia nella stagione 2006-07, quando sedicenne debutta nella Voleybol 2. Ligi turca con la maglia del Galatasaray. In seguito gioca in prestito per l'UPS, prima di rientrare al Galatasaray, esordendo in massima serie e restando legata al club fino al 2011.
Nel campionato 2011-12 difende i colori del Karşıyaka, mentre nel campionato seguente gioca nella neopromossa Bursa BB, per poi trasferirsi per la prima volta all'estero nell'annata 2012-13, ingaggiata dalle JT Marvelous, nella V.Premier League giapponese.
Ritorna in Turchia nella stagione 2014-15, vestendo la maglia del Nilüfer, mentre nella stagione seguente passa all'İdman Ocağı, dove resta nuovamente una sola annata, passando nel campionato 2016-17 al Beşiktaş, club al quale resta legata fino a metà della stagione 2019-20, quando si trasferisce all'İlbank per la seconda parte dell'annata, in serie cadetta.
È nuovamente in massima divisione nella stagione 2020-21, accasandosi col neopromosso Sarıyer mentre nella stagione seguente è di scena in Voleybol 1. Ligi con il Çukurova, conquistando la promozione in Sultanlar Ligi.

### Nazionale
Nel 2013 fa inoltre il suo debutto nella nazionale turca in occasione della European League.